# Coupe Gambardella 2005-2006
Navigation
Édition précédente Édition suivante
La Coupe Gambardella 2005-2006 est la 52e édition de l'épreuve organisée par la Fédération française de football et ses ligues régionales. La compétition est ouverte aux équipes de football de jeunes dans la catégorie des 18 ans.
Ce sont 2 970 clubs qui participent à cette édition de la Coupe Gambardella. La compétition comprend une première phase régionale suivi d'une phase nationale comportant huit tours. Les clubs du Championnat National 18 ans, qui est composé de quatre groupes de 14 équipes, rentrent en lice en 64e de finale. Les clubs issus des Divisions d'Honneur régionale et des championnats de district sont indiqués par (2) et (3).
Le vainqueur de l'édition 2004-2005, le Toulouse FC est sorti de la Coupe Gambardella dès les 64e de finale. La finale est remportée par le RC Strasbourg face à l'Olympique lyonnais.

## Trente-deuxièmes de finale
Les 32e de finale de l'épreuve ont eu lieu le week-end des 11 et 12 février 2006 sur le terrain du club premier nommé.
| Équipe 1               | Résultat | Équipe 2              | T.a.b. |
| ---------------------- | -------- | --------------------- | ------ |
| CS Avion               | 2-0      | Stade de Reims        |        |
| US Quevilly (2)        | 1-1      | AC Amiens             | 4-2    |
| Epinay-sur-Seine (3)   | 3-0      | (2) Aire-sur-la-Lys   |        |
| US Vermelles           | 1-3      | Racing CF             |        |
| Paris SG               | 1-1      | AS Beauvais Oise      | 4-3    |
| Le Havre AC            | 1-2      | RC Lens               |        |
| US Chantilly (2)       | 1-2      | (2) Calais RUFC       |        |
| Versailles 78 (2)      | 0-1      | (2) ES Wasquehal      |        |
| FC Annecy (2)          | 1-5      | RC Strasbourg         |        |
| ASM Belfort            | 0-1      | Olympique lyonnais    |        |
| Besançon RC (2)        | 1-2      | FC Metz               |        |
| FC Bourg-Péronnas (2)  | 5-1      | (2) FCSR Obernai      |        |
| FC Gueugnon            | 3-0      | AS Saint-Étienne      |        |
| CS Louhans-Cuiseaux    | 2-2      | AS Saint-Priest       | 1-3    |
| US Raon l'Étape (2)    | 0-10     | AJ Auxerre            |        |
| Vesoul HSF (2)         | 0-5      | AS Nancy-Lorraine     |        |
| Olympique de Marseille | 2-0      | AC Ajaccio            |        |
| Cavigal Nice (2)       | 1-2      | Nîmes Olympique       |        |
| OGC Nice               | 1-0      | Montpellier HSC       |        |
| Montauban FC (2)       | 1-4      | Girondins de Bordeaux |        |
| SC Bastia              | 1-1      | Aviron bayonnais FC   | 4-3    |
| Onet-le-Château (2)    | 0-1      | AS Monaco             |        |
| AC Arles (2)           | 3-0      | (2) Tarbes SF         |        |
| FC Sète (2)            | 0-0      | Villenave             | 4-3    |
| FC Nantes              | 4-2      | Angers SCO            |        |
| Tours FC               | 0-3      | Stade rennais         |        |
| GSI Pontivy (2)        | 0-2      | SM Caen               |        |
| Baud (3)               | 2-3      | Les Ulis              |        |
| FC Lorient             | 1-3      | Le Mans UC 72         |        |
| USON Mondeville        | 1-2      | LB Châteauroux        |        |
| Poitiers FC (2)        | 1-1      | Stade brestois        | 6-5    |
| Chauray (2)            | 1-1      | Brétigny              | 8-9    |

## Seizièmes de finale
Les 16e de finale de l'épreuve ont eu lieu le week-end des 4 et 5 mars et le mercredi 8 mars 2006 sur le terrain du club premier nommé,.
| Équipe 1             | Résultat | Équipe 2               | T.a.b. |
| -------------------- | -------- | ---------------------- | ------ |
| Racing CF            | 2-2      | (2) ES Wasquehal       | 4-3    |
| Les Ulis             | 0-1      | FC Metz                |        |
| Calais RUFC (2)      | 0-2      | AS Nancy-Lorraine      |        |
| Epinay-sur-Seine (3) | 0-5      | AJ Auxerre             |        |
| Avion                | 0-0      | FC Gueugnon            | 3-0    |
| RC Lens              | 0-0      | RC Strasbourg          | 2-3    |
| Brétigny             | 0-0      | Stade rennais          | 4-3    |
| US Quevilly (2)      | 2-4      | FC Nantes              |        |
| Paris SG             | 0-1      | SM Caen                |        |
| LB Châteauroux       | 1-3      | Girondins de Bordeaux  |        |
| Poitiers FC (2)      | 1-2      | Le Mans UC 72          |        |
| AS Saint-Priest      | 0-4      | Olympique lyonnais     |        |
| Nîmes Olympique      | 0-0      | AS Monaco              | 4-3    |
| FC Sète (2)          | 1-5      | OGC Nice               |        |
| SC Bastia            | 1-1      | Olympique de Marseille | 5-4    |
| AC Arles (2)         | 2-0      | (2) FC Bourg-Péronnas  |        |

## Huitièmes de finale
Les huitièmes de finale ont eu lieu le dimanche 26 mars 2006 sur le terrain du club premier nommé. Toutes les équipes évoluent dans le Championnat National 18 ans sauf Arles en Division d'Honneur régionale, qui se qualifie pour le tour suivant,.
| Équipe 1          | Résultat | Équipe 2              | T.a.b. |
| ----------------- | -------- | --------------------- | ------ |
| FC Nantes         | 0-0      | Le Mans UC 72         | 3-5    |
| FC Metz           | 5-2      | Racing CF             |        |
| Brétigny          | 0-1      | Avion                 |        |
| SM Caen           | 0-2      | RC Strasbourg         |        |
| AS Nancy-Lorraine | 3-2      | Girondins de Bordeaux |        |
| AC Arles (2)      | 2-2      | OGC Nice              | 4-2    |
| SC Bastia         | 0-2      | AJ Auxerre            |        |
| Nîmes Olympique   | 0-1      | Olympique lyonnais    |        |

## Quarts de finale
Le tableau des rencontres des quarts de finale et des demi-finales est tiré au sort le 30 mars par Laure Manaudou. Les matchs ont été joués le dimanche 23 avril.
| Équipe 1          | Résultat | Équipe 2           | T.a.b. |
| ----------------- | -------- | ------------------ | ------ |
| Avion             | 0-3      | Le Mans UC 72      |        |
| AS Nancy-Lorraine | 1-0      | AJ Auxerre         |        |
| AC Arles (2)      | 0-2      | Olympique lyonnais |        |
| RC Strasbourg     | 1-1      | FC Metz            | 5-4    |

## Demi-finale
Les demi-finales se sont déroulés à Melun le 7 mai 2006.
| Équipe 1           | Résultat | Équipe 2      | T.a.b. |
| ------------------ | -------- | ------------- | ------ |
| Olympique lyonnais | 2-1      | Le Mans UC 72 |        |
| AS Nancy-Lorraine  | 2-3      | RC Strasbourg |        |

## Finale
La finale a eu lieu au Stade de France le 27 mai 2006 en préambule du match amical opposant l'Équipe de France au Mexique. Elle est remportée 3-1 par Strasbourg devant Lyon,.
| Équipe 1      | Résultat | Équipe 2           | T.a.b. |
| ------------- | -------- | ------------------ | ------ |
| RC Strasbourg | 3-1      | Olympique lyonnais |        |

Il s'agit de la deuxième victoire du RC Strasbourg dans l'épreuve. Lyon perd pour la deuxième de suite en finale, après la défaite 6-2 face à Toulouse en 2005. Une polémique éclata au sujet de la non participation du Lyonnais Hatem Ben Arfa. Selon son président Jean-Michel Aulas il aurait refusé de disputer la rencontre, ce que Ben Arfa démentira à son tour.
Feuille de match
| 27 mai 2006 | RC Strasbourg                                               | 3-1 | Olympique lyonnais | Stade de France             |                             |
| | Nordine Assami 41e · Julien Olivier 80e · Simon Zenke 90+5e | (1–0) | Karim Benzema 49e  | Arbitrage : Eric Pousthomis | Arbitrage : Eric Pousthomis |
| | Rapport                                                     | |                    | Arbitrage : Eric Pousthomis | Arbitrage : Eric Pousthomis |
| Ziman Duki - Stéphane Tritz, Nordine Assami, Anthony Weber, Jean-Alain Fanchone - Mickaël Bergueira (Julien Olivier, 79e), Tommy de Jong (nl), Quentin Othon, Thomas Zerbini (Jean-Christophe Lourde, 86e) - Romain Gasmi, Ali-Azouz Mathlouthi (Simon Zenke, 90e). Entraîneur : Claude Fichaux. | Équipes                                                     | Rémy Riou - Julien Faussurier, Sandy Paillot, Mickaël Charvet, Francesco Migliore - Romain Beynié, Damien Plessis (Lossémy Karaboué, 69e), Pierrick Valdivia (Jérémy Pied, 84e) - Loïc Rémy, Karim Benzema, Anthony Mounier. Entraîneurs : Patrick Paillot et Gérard Drevet. |                    | Arbitrage : Eric Pousthomis | Arbitrage : Eric Pousthomis |